# روتردام

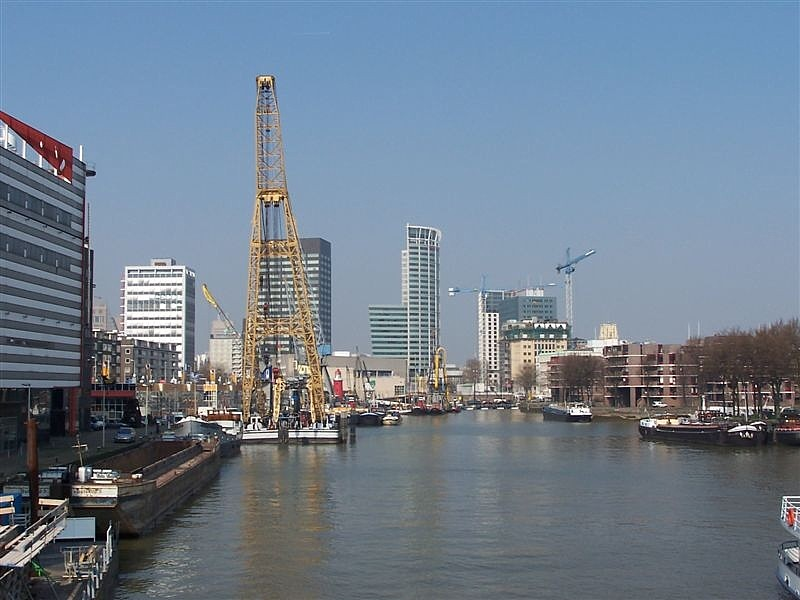
منظر لأحد قنوات روتردام

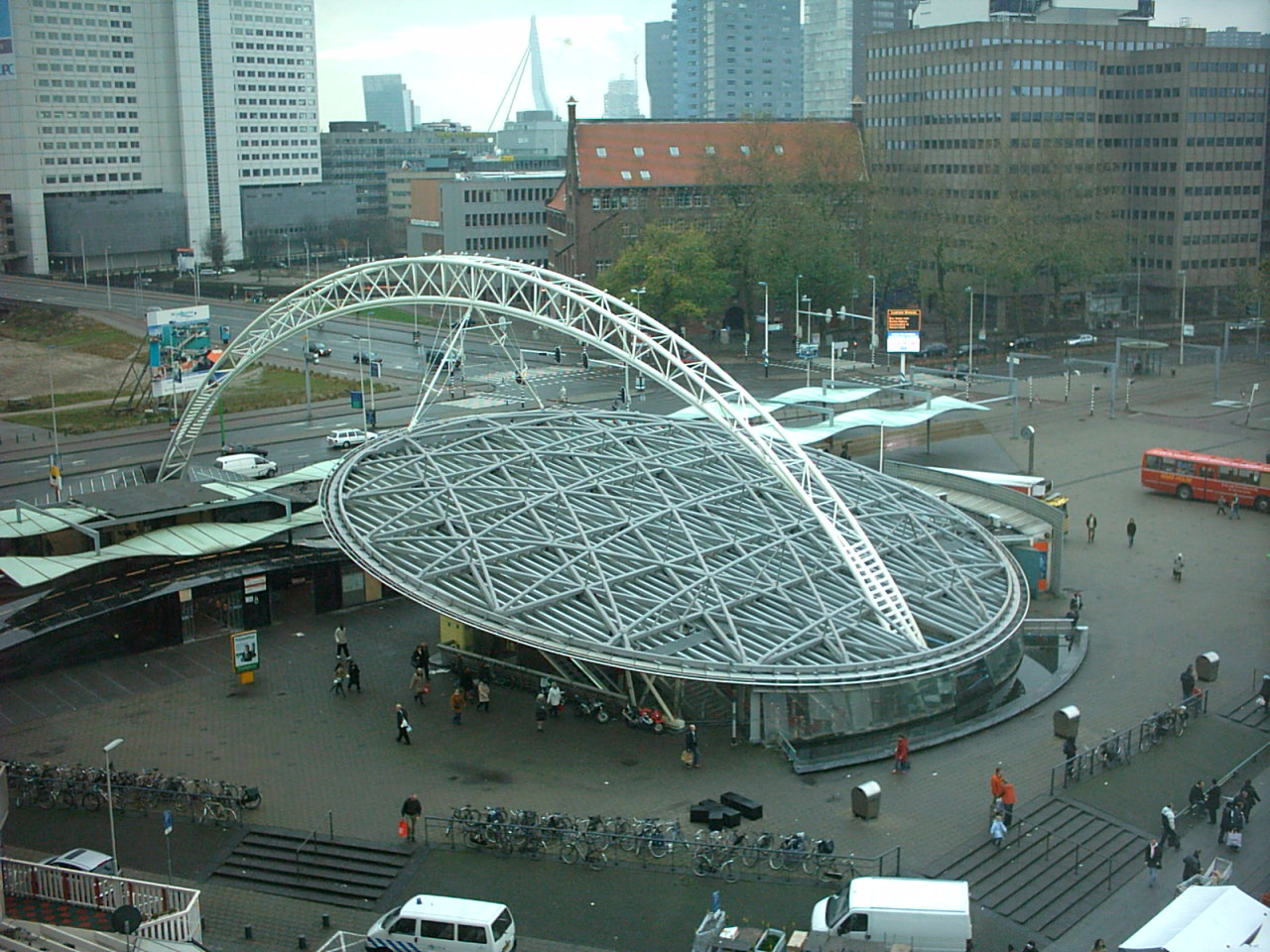
محطة القطارات الرئيسية

روتردام أو رُتِردَم Rotterdam  هي مدينة وبلدية غرب هولندا، في مقاطعة جنوب هولندا. ثاني مدن هولندا وبها أحد أكبر الموانئ البحرية في العالم.
لم تكن المدينة سوى سد أنشئ سنة 1270م على نهر روته وسميت لهذا السد، وقد نمت المدينة لتصبح أحد أبرز التجمعات التجارية في العالم، وبسبب موقعها الإستراتيجي في دلتا الراين-ـمويز-شيلدت على البحر الشمالي وفي قلب مركز مواصلات كبير من سكك الحديد، الطرقات، الطيران والمواصلات البحرية التي تمتد كلها إلى العمق الأوروبي فغالباً ما يطلق على روتردام لقب «بوابة أوروبا».
تقع روتردام في مقاطعة هولندا الجنوبية وبلغ عدد سكان المدينة بإحصاء عام 2013 حوالي 618 ألف نسمة وعدد التجمع المدني لروتردام الكبرى(المدينة وضواحيها) 1.3 مليون نسمة، أما كامل التجمع لمنطقة روتردام والهاغ فيقدر عدد سكانه بـ2.9 مليون نسمة ويأتي بالمرتبة 206 بلائحة أكبر التجمعات المدنية في العالم والأكبر في هولندا. تشتهر روتردام بهندستها المعمارية الفريدة، جامعة إيراسموس الموجودة بها وبتراثها البحري المميز حيث يشكل مرفاً المدينة قلبها النابض وشريانها الاقتصادي الأساسي حيث كان يعد بين عامي 1962 و2004 أكثر المرافئ إزدحاماً في العالم قبل أن يتخطاه مرفأ شنغهاي.

## الاقتصاد والتجارة
لطالما شكلت روتردام أحد مراكز صناعة النقل البحري الأساسية في هولندا، ابتداءً من شركة الهند الشرقية الهولندية (أول شركة متعددة الجنسيات في العالم) التي تأسست عام 1602 إلى شركة نيدلويد الملكية الرائدة في عالم التجارة البحرية التي تم إنشائها عام 1970 ويقع مركزها الرئيسي في مبنى الويلمسويرف الشهير، وعام 1997 إندمجت نيدلويد مع الشركة البريطانية P&O ليشكلو ثالث أكبر شركة نقل بحري في العالم. روتردام هي أيضاً مقر لشركات:
- يونيليفر الرائدة في مجال السلع الاستهلاكية سريعة التداول
- وشركة «ميتال ستيل» أحد فروع شركة أرسيلار ميتال التي تعد أكبر شركات الفولاذ في العالم.

تركز جامعة إيراسموس في روتردام على الأبحاث والتعليم في علم الإدارة وعلم الاقتصاد، بسبب تمركزها بين عديد المؤسسات التجارية العالمية، وبحكم نشاطها التجاري الكبير تجتذب روتردام الكثير من طالبي الوظائف.

## الرياضة

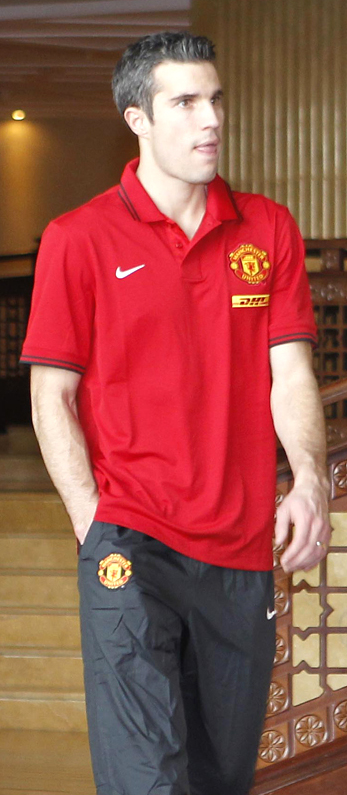
روبين فان بيرسي بدأ مسيرته مع نادي فيينورد

روتردام تطلق على نفسها اسم سبورستاد (مدينة الرياضة)، وتنظم المدينة سنوياً العديد من الأحداث الرياضية المختلفة كماراثون روتردام، بطولة الموانئ العالمية وبطولة روتردام العالمية في التنس. كما تنظم روتردام بطولة ريد بول العالمية لسباقات الطيارات وسباق سيارا موناكو آت ذي مويز، كما أنجبت المدينة العديد من الشخصيات الرياضية التاريخية.

### كرة القدم
روتردام مقر لثلاث أندية مخترفة في كرة القدم وهي نادي فيينورد الذي يلعب في دوري الدرجة الأولى الهولندية وناديا سبارتا وإكسيلسيور الذين يلعبين في دوري الدرجة الثانية.
نادي فيينورد الذي تأسس عام 1908 هو أقوى وأكبر الفرق الثلاث تاريخياً حيث فاز بلقب الدوري المحلي عدة مراتس وكأس أوروبا مرة واحدة (دوري أبطال أوروبا حالياً) حيث كان الفريق الهولندي الأول الذي يفوز بهذا اللقب ليشارك بعدها ويفوز بكأس العالم للأندية بنفس العام، كما يملك فييينورد كأسين للإتحاد الأوروبي لعامي 1974 و2004(الدوري الأوروبي حالياً). وحسب الكثير من المصادر يعد 
فيينورد هو أكثر الأندية شعبيةً في هولندا.
ملعب نادي فيينورد (دي كويب) الذي يتسع لـ51480 هو أكبر الملاعب الرياضية في روتردام والثاني في البلاد بعد الأمستردام أرينا وقد استضاف العديد من المباريات الدولية في كرة القدم ومن ضمنها نهائي يورو 2000 وحالياً فهو مصنف ملعب 5 نجوم من قبل الفيفا. هناك حالياً خطط جدية لتوسعة الملعب ليصبح قادراً على استيعاب 80 ألف متفرج.
أما نادي سبارتا الذي تأسس عام 1988 فقد فاز بالبطولة الوطنية في 6 مناسبات بينما لم يفز نادي إكسيلسور المؤسس سنة 1902 بأي بطولة مهمة.
أنجبت روتردام العديد من لاعبي ومدربي كرة القدم المهمين ومن أبرزهم: 
- وينستون بوغارد
- جيوفاني فان برونكهورست
- ويم يانسون
- بوك فان هال
- سوني سيلويي
- فاس فيلكيس
- روبين فان بيرسي

### الماراتون

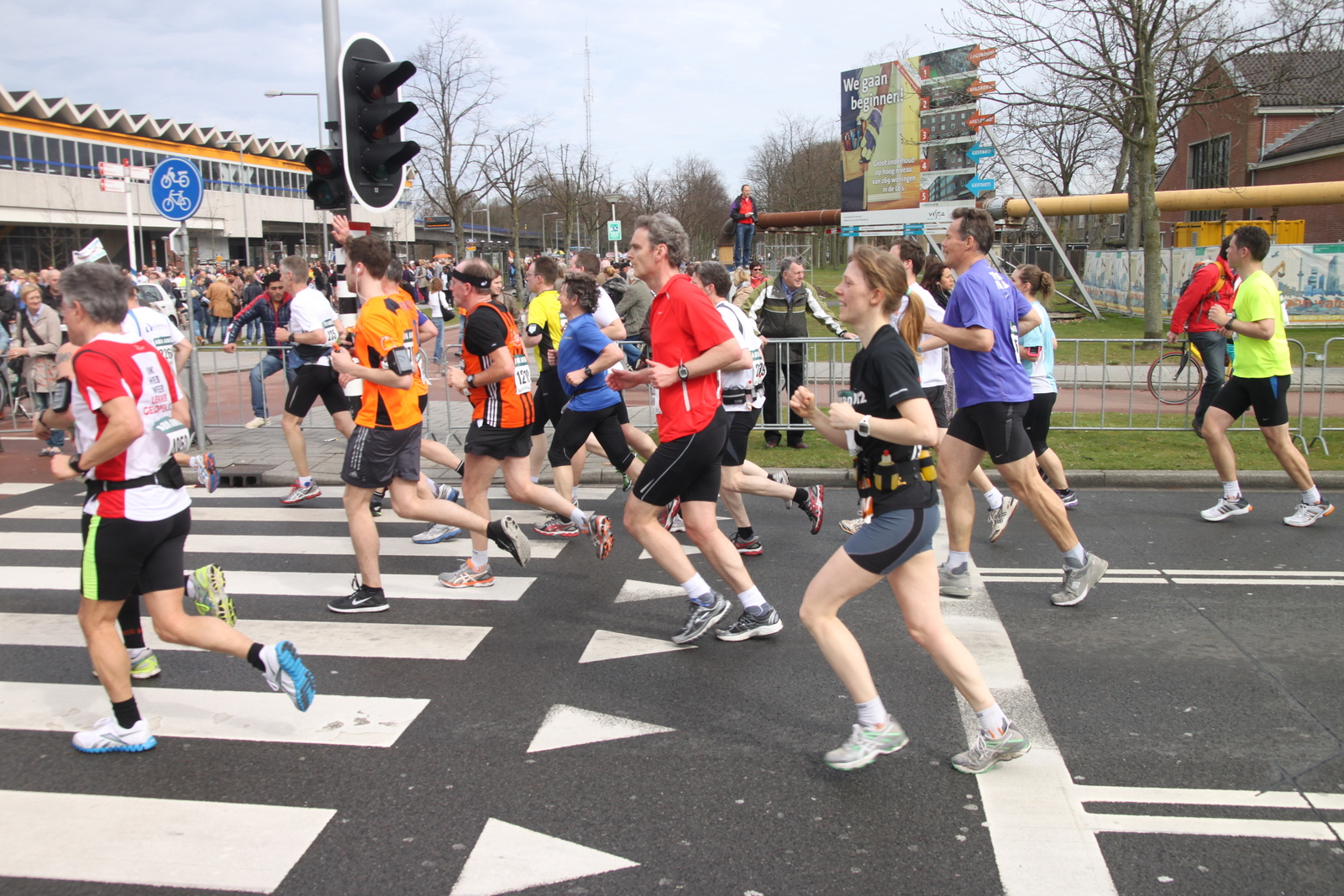
المتسابقون خلال ماراتون روتردام

تنظم روتردام سنوياً ماراتون روتردام حيث يعد أحد اسرع الماراتونات في العالم وكان هو يحمل الرقم القياسي العالمي لماراتونات العالم بين عامي 1985 و1998 (أولا حمله كارلوس لوبيرز ومن ثم بيلايني دينسامو)، وعام 1998 تم تحطيم الرقن القياسي العالمي النسائي للماراتونات فيه من قبل تيغلا لوروب التي فازت بلقب هذا الماراتون في ثلاث مناسبات متتالية أعوام 1997، 1998 و1999.
الماراتن يبدأ وينتهي في الكولنسينغيل بقلب روتردام ويجذب ما يقارب الـ900 ألف زار سنوياً.

## طوبوغرافيا
خريطة طوبوغرافية هولندية لبلدية روتردام، سبتمبر 2014، (تقرأ بعد ثلاث نقرات على الخريطة).

## التركيبة السكانية

### الأعراق القومية
إحصاءات القوميات في روتردام لسنة 2004
- هولنديون: 318,672
- سوريناميون: 52,377
- ترك: 43,550
- مغاربة: 34,281
- صومالين: 32,752
- أنطاليون /أروبيون: 20,390
- شمال إفريقيين (غير المغاربة): 18,127
- فيريديون: 14,919
- آخرون: 97,543